# Старокадино
Старокадино — деревня в Монастырщинском районе Смоленской области России. Входит в состав Татарского сельского поселения. Население — 9 жителей (2007 год). 
Расположена в западной части области в 27 км к юго-западу от Монастырщины, в 36 км южнее автодороги Р135 (Смоленск - Красный - Гусино), на берегу реки Лынья. В 53 км севернее деревни расположена железнодорожная станция Гусино на линии Москва — Минск. Находится в непосредственной близости к государственной границе Российской Федерации.
До 2009 года функционировала школа - МОУ "Старокадинская основная общеобразовательная школа", которая обслуживала такие деревни как Тихановка, Хотяны, Старокадино.

## История
В годы Великой Отечественной войны деревня была оккупирована гитлеровскими войсками в июле 1941 года, освобождена в сентябре 1943 года.
В послевоенное время в деревне быстрыми темпами развивалось сельское хозяйство, строительство фермерских комплексов.